# Municipio de Center (condado de Saunders)
El municipio de Center (en inglés: Center Township) es un municipio ubicado en el condado de Saunders en el estado estadounidense de Nebraska. En el año 2010 tenía una población de 628 habitantes y una densidad poblacional de 6,89 personas por km².

## Geografía
El municipio de Center se encuentra ubicado en las coordenadas 41°16′1″N 96°37′11″O / 41.26694, -96.61972. Según la Oficina del Censo de los Estados Unidos, el municipio tiene una superficie total de 91.08 km², de la cual 90,81 km² corresponden a tierra firme y (0,3 %) 0,28 km² es agua.

## Demografía
Según el censo de 2010, había 628 personas residiendo en el municipio de Center. La densidad de población era de 6,89 hab./km². De los 628 habitantes, el municipio de Center estaba compuesto por el 98,73 % blancos y el 1,27 % eran de una mezcla de razas. Del total de la población el 0 % eran hispanos o latinos de cualquier raza.